# SS Oregon (1878)
El SS Oregon (1878-1906) fue un buque costero de pasajeros y carga construido en Chester, Pensilvania, por la Delaware River Iron Ship Building and Engine Works en febrero de 1878.

## Hundimiento
El 13 de septiembre de 1906, el Oregon encalló en la costa rocosa del cabo Hinchinbrook, en Alaska. En aquella época no había ningún faro activo en el cabo Hinchinbrook, aunque se estaba construyendo uno. Se desconoce si la causa del naufragio fue una navegación deficiente o una visibilidad reducida. Poco después de la colisión, la parte inferior del buque se abrió y el agua comenzó a inundarlo. 
El Oregon quedó encallado en las rocas sin ninguna barrera contra el mar abierto. Después de que los miembros de la tripulación comenzaran a subir a los botes salvavidas sin órdenes, el capitán Horace E. Soule amenazó con disparar a cualquier hombre que intentara robar uno. Esto llevó a la tripulación a obedecer todas las órdenes y un pequeño grupo fue enviado en un bote salvavidas para informar del desastre en Valdez, Alaska. 
Cuando la noticia del naufragio del Oregon llegó a Valdez, muchos barcos se pusieron en marcha para rescatar a los pasajeros y a la tripulación. Sorprendentemente, las 110 personas que quedaban a bordo del Oregon fueron rescatadas por el cúter USRC Columbine. Sin embargo, el Oregon fue declarado siniestro total.